# Levon Helm
Mark Lavon "Levon" Helm (26 tháng 5 năm 1940 – 19 tháng 4 năm 2012) là một ca sĩ kiêm tay trống của ban nhạc rock The Band nổi tiếng trong thập niên 1960.
Helm được biết sâu sắc đầy cảm xúc bằng chất giọng đồng quê, và phong cách chơi trống sáng tạo nổi bật trên nhiều bản ghi âm của The Band, như "The Weight", "Up on Cripple Creek", "Ophelia" and "The Night They Drove Old Dixie Down". Cuộc đời sự nghiệp của Levon Helm trải nhiều thăng trầm trong suốt những năm 80 của thế kỷ trước sau khi ban nhạc The Band tan rã. Album đồng quê trở quay lại hoạt động âm nhạc năm 2007 Dirt Farmer đã giành được giải Grammy Album nhạc dân gian truyền thống vào tháng 2 năm 2008, và trong tháng 11 năm đó, tạp chí Rolling Stone xếp ông ở vị trí 91 trong danh sách 100 ca sĩ vĩ đại nhất của mọi thời đại. Trong năm 2010, Electric Dirt, album tiếp theo của album năm 2009 Dirt Farmer, đã giành giải thưởng đầu tiên từng có Grammy cho Album Americana, một giải thưởng lần đầu tiên được lập vào năm 2010. Năm 2011, album truyền hình trực tiếp tại Ramble at the Ryman được đề cử cho giải Grammy cùng thể loại và chiến thắng. Ông cũng được đánh giá cao trong vai trò diễn viên trong những bộ phim nổi tiếng The Coal Miner's Daughter, The Right Stuff.
Ngày 17 tháng 4 năm 2012, vợ và con gái của ông công bố trên trang web Helm của rằng ông là "trong giai đoạn cuối cùng của cuộc chiến của mình với ung thư" và cảm ơn người hâm mộ trong khi yêu cầu cầu nguyện cho Helm. Ông qua đời vào ngày 19 tháng 4 năm 2012, tại Memorial Sloan-Kettering ở thành phố New York vì bệnh ung thư cổ họng, thọ 71 tuổi.